# Nora Velázquez
Nora Velázquez (Ciudad de México, 8 de enero de 1954) es una primera actriz y comediante mexicana de destacada trayectoria en cine, teatro y televisión, conocida por interpretar el personaje cómico de Chabelita, que apareció por primera vez en el programa  Humor es... Los Comediantes.
También se ha destacado en el cine y melodramas de la empresa Televisa.

## Biografía
Comenzó su carrera artística en 1979 en la película María de mi corazón, cinta dirigida por Jaime Humberto Hermosillo a la cual le siguieron una larga lista de producciones cinematográficas.
En televisión interpretó mayormente personajes cómicos destacandosé con la interpretación del personaje de Chabelita, una mujer que es viuda y que se la pasa confesando todos sus pecados.
En 2002 participa en la serie de comedia La familia P. Luche donde interpreta a "Francisca Dávalos" la madre de "Federica" (Consuelo Duval).
En telenovelas ha participado en producciones de Televisa entre las que destacan Marisol, Carita de ángel, Aventuras en el tiempo entre otras.

### Chabelita
El personaje fue creado por el dramaturgo Alejandro Licona, quien aseguró en una entrevista que Nora Velázquez siempre estuvo ligada, de alguna manera, a Chabelita ya que había crecido en un internado dirigido por monjas que la hacían confesarse desde pequeña.

## Filmografía

### Cine
- Nada que ver (2023)
- Cosas imposibles (2021) - Matilde[7]
- Mamá se fue de viaje (2019)
- La calle de la amargura (2015) - Dora
- Las caras de la luna (2002) - Anita
- Atlético San Pancho (2001) - Directora
- Sin remitente (1995) - Rosa
- El Tesoro de Cleotilde (1994) - Lola
- La vida conyugal (1993) - Dorotea
- Los años de Greta (1992) - Enfermera
- Cómodas mensualidades (1992) - Madre de Verónica
- Las buenas costumbres (1990) - Sra. Cuellar
- Miss Caribe (1988) - Susa
- Chiquita pero picosa (1986)
- ¿Cómo ves? (1986)
- María de mi corazón (1979) - Enfermera

### Televisión
- Esta historia me suena (2022)[8]
- Madre solo hay dos (2021-2022) - Altagracia[9][10]
- Las increíbles aventuras de un Hada Madrina (2020) - Bruja de Montilla / La Bruja de Montilla
- Relatos macabrones (2020) - Doña Petra / Doña Pelos, Abuela / Tamalera, Nana
- Hijos de su madre (2018) - Catalina
- Fuego en la sangre (2008) - María Esperanza
- Al diablo con los guapos (2007-2008) - Bloody Mary
- Amor mío (2006-2008) - Sara "Sarita" Parra Andaluz
- La casa de la risa (2003-2005) - Chabelita
- La familia P. Luche (2002-2012) - Francisca Dávalos
- Mujer, casos de la vida real (2001-2005)
- Aventuras en el tiempo (2001) - Rocío del Bosque y Verduzco (Super Rocío)
- Carita de ángel (2000) - Srta. Agripina Malpica[11]
- Cuento de Navidad (1999-2000)
- ¿Qué nos pasa? (1999) - Chabelita
- Humor es... Los Comediantes (1999-2001) - Chabelita
- Marisol (1996) - Petra
- La vida en risa (1994)
- La caravana (1988-1990)

## Premios y nominaciones

### Premios Ariel
| Año  | Categoría    | Película         | Resultado |
| ---- | ------------ | ---------------- | --------- |
| 2022 | Mejor actriz | Cosas imposibles | Nominada  |